# Gjadër
Gjadër è un villaggio appartenente alla frazione di Dajç, nel comune di Alessio in Albania (prefettura di Alessio).
Nella località di Gjadër è situata la ex base aerea di Gjadër.

## Storia
Il domenicano, umanista e astronomo del XV secolo Gjon Gazuli, attivo nella Repubblica di Ragusa, nacque a Gjadër nel 1400.
L'arcivescovo di Bar, Marin III Bizzi, passò da Gjadër durante un viaggio nella regione nel 1610 e riferì di un villaggio con 80 case, di cui solo due o tre abitate da turchi. Per il resto, gli abitanti erano cristiani, cioè di fede cattolica romana. Nel XVII secolo, gli abitanti utilizzavano ancora una chiesa dedicata a Santo Stefano più a valle del fiume, sulla strada per Blinisht, un villaggio a tre chilometri e mezzo a est. Trent'anni dopo, il francescano Frang Bardhi, originario della regione, menzionò 70 case con 500 abitanti cristiani a Gjadër. Descrisse il villaggio come "molto ricco".
Nel XIX secolo, Gjadër fu registrato come un villaggio con una chiesa e una canonica nella diocesi di Sapa. Nel 1890, il villaggio contava 433 abitanti, di cui 50 musulmani. Poco prima della Prima guerra mondiale, l'Impero austro-ungarico sostenne la parrocchia del villaggio con 100 corone all'anno nell'ambito del Kultusprotektorat.
Nel 1927, la popolazione era di 190 abitanti, tra cui cinque musulmani[6].
Negli anni 1950 la pianura intorno al villaggio fu bonificata e, dieci anni dopo, sul terreno bonificato iniziò la costruzione dell'aeroporto militare, che fu messo in funzione nel 1974 per difendere lo spazio aereo dell'Albania settentrionale. L'aeronautica militare albanese utilizzò la base almeno fino al 1993, mentre negli anni successivi gli americani utilizzarono ripetutamente l'area
Nel 2023, i governi albanese e italiano hanno concluso un accordo in base al quale i migranti salvati nel Mediterraneo dalle navi italiane sarebbero stati trasferiti in Albania fino a quando le loro richieste di asilo non fossero state esaminate dall'Italia. È previsto un campo nell'ex sito militare per ospitarli dopo la loro registrazione nel porto di Shëngjin. Fino a 3.000 rifugiati dovrebbero essere ospitati in edifici della base aerea vuoti da decenni o lungo la pista di atterraggio. Nell'ottobre 2024, il Ministero dell'interno italiano ha aperto il campo di arrivo e il centro di espulsione.